# 루이지 라바짜
루이지 라바짜(이탈리아어: Luigi Lavazza S.p.A. 루이지 라바차[*])는 이탈리아의 커피 제조업체이다. 1895년 밀라노에서 루이지 라바차가 설립하였다. 원래 Via San Tommaso 10에서 작은 식품점으로 운영했던 것이다.